# Ferme éolienne de Buffalo Gap
La ferme éolienne de Buffalo Gap est située dans les comtés de Taylor et Nolan, à environ 30 km au sud-ouest de Abilene, au Texas. Elle a été construite en trois phases et a une capacité éolienne totale de production de 524 MW.
Buffalo Gap 1 est constitué de 67 éoliennes Vestas V-80, développant chacune 1,8 MW, pour une puissance nominale totale de 120,6 MW. Le parc éolien a été développé par Seawest WindPower et est actuellement la propriété d'AES Wind Generation. L'électricité est vendue à Direct Energy Texas en vertu d'un contrat d'achat d'électricité de 15 ans.
Buffalo Gap 2 est une extension de 232,5 MW. Elle composée de 155 éoliennes de 1,5 MW de GE Wind. L'installation a été développé par AES Wind Generation et est entré en exploitation commerciale en juin 2007. L'électricité est également vendue à Direct Energy en vertu d'un accord d'achat d'électricité de 10 ans.
Buffalo Gap 3 est une deuxième extension, de 170 MW, achevé en septembre 2008, composé de 74 éoliennes Siemens de 2,3 MW.